# 胡安·赛莱洛斯
胡安·赛莱洛斯（Juan Cererols，1618年9月9日—1680年8月27日），是西班牙加泰罗尼亚巴洛克及文艺复兴时期的管风琴、竖琴、小提琴演奏家及作曲家。

## 生涯
胡安幼年在蒙塞拉特音乐学校学习，师从神父Juan Marc。1636年，他前往马德里蒙塞特修道院修习，期间他接触到了新的音乐风格，并产生兴趣。1648年回到蒙塞拉特后，他成为当地乐师。在1658年神父Juan Marc去世后，他成为了蒙塞拉特音乐学校校长，直到1680年去世。

## 音乐风格
他的音乐以复调音乐policoralismo为主要特点，大多有早期巴洛克式的复杂对位法配以复杂的节奏变化。同时一些作品中，也突出对比了复调与主调的关系。

## 作品
塞莱洛斯的作品於1930－1932年之间，在他任职的蒙塞拉学校编纂。遗憾的是，在此之前他的很多作品于1811年火灾中遗矢了。
主要存世作品有牧歌50首、villancicos 33首、弥撒曲9首、经文歌12首及祝祷曲2首。